# Kościół Niepokalanego Poczęcia Najświętszej Maryi Panny i św. Mikołaja w Oksie
Kościół Niepokalanego Poczęcia Najświętszej Maryi Panny i świętego Mikołaja w Oksie – dawny zbór kalwiński, ufundowany zapewne w latach 60. XVI wieku przez Mikołaja Reja, a ukończony w 1570 przez jego syna - Andrzeja.
Ks. Jan Wiśniewski oraz Katalog zabytków sztuki w Polsce podają jako datę wzniesienia zboru rok 1570, a za jego fundatora uznają Andrzeja Reja, który odziedziczył Oksę po śmierci ojca w 1569. Tadeusz Przypkowski, na podstawie dostępnych źródeł, próbował pogodzić obie informacje, że budowę zboru rozpoczął Mikołaj, a ukończył Andrzej Rej. Od końca XVI do 2 połowy XVII wieku zbór w Oksie był jednym z głównych ośrodków kalwinizmu małopolskiego, w którym wielokrotnie odbywały się synody protestanckie. W 1678 został przejęty przez cystersów jędrzejowskich i został filią parafii Konieczno. Według Józefa Łukaszewicza, po przejęciu zboru przez katolików, Rejowie wznieśli nowy drewniany zbór, który istniał do końca XVII wieku. W latach 1762–1763 dokonano gruntownej restauracji świątyni; wybudowano wówczas nową zakrystię z ołtarzem głównym.
W czerwcu 1914 świątynia została konsekrowana pod wezwaniem św. Mikołaja przez biskupa Augustyna Łosińskiego.
Kościół jest budowlą murowaną, wybudowany na planie krzyża greckiego, składa się z jednoprzęsłowych, prostokątnych ramion: nawy, kaplic bocznych i prezbiterium. W świątyni zachowała się ambona z czasów zboru kalwińskiego oraz marmurowe epitafia kalwińskie z XVII wieku: Andrzeja Reja (zm. 1601), Zygmunta Chomętowskiego (zm. 1607) i Jana Czarnieckiego (zm. 1658). Epitafia znajdowały się pierwotnie wewnątrz kościoła, jednak na początku XX wieku podczas restauracji świątyni, przeniesiono je i wmurowano na zewnątrz zakrystii. W późnobarokowym ołtarzu bocznym z XVIII wieku umieszczony jest obraz św. Mikołaja. Na fasadzie, nad głównym wejściem do kościoła umieszczony jest późnorenesansowy kartusz kamienny z herbem Rejów Oksza.
Prawdopodobnie w świątyni jest pochowany ojciec literatury polskiej – Mikołaj Rej.